# グスタフ・タウシェク
グスタフ・タウシェク（Gustav Tauschek、1899年4月29日 - 1945年2月14日）は、オーストリアの電気工学者である。1922年から1945年にかけて、パンチカード式計算機に数々の改良を行った。彼の発明の中には、一時は広く使用された磁気ドラムメモリがある。

## 生涯
1899年4月29日にオーストリア・ウィーンで生まれた。
1926年から1930年まで、ドイツ・ゼンマーダーにあるライン金属製品・機械製造（ラインメタル）社に勤務し、パンチカードを使用した会計システムを開発したが、これは量産はされなかった。このシステムのプロトタイプは現在、ウィーン技術博物館の資料室に保管されている。1928年春、ラインメタル社はパンチカードを使用した機械の開発を行うための子会社・ラインメタルパンチカード社(Rheinmetall Lochkarten GmbH)を設立した。同年秋、この子会社はIBMに買収され、独占的な地位を確保した。タウシェクは同社と5年間契約し、合計169件の特許をIBMに売却した。
タウシェクは1945年2月14日、スイス・チューリッヒの病院で塞栓症のため死亡した。
1964年、ウィーン・フロリッツドルフ（第21区）の通りが、彼の名前に因んでタウシェク通り(Tauschekgasse)と命名された。2012年4月1日、エアフルト南東部の南東部研究産業センターの通りがグスタフ・タウシェク通り(Gustav-Tauschek-Straße)と命名された